# Deutsches Haus (Bergisch Gladbach)

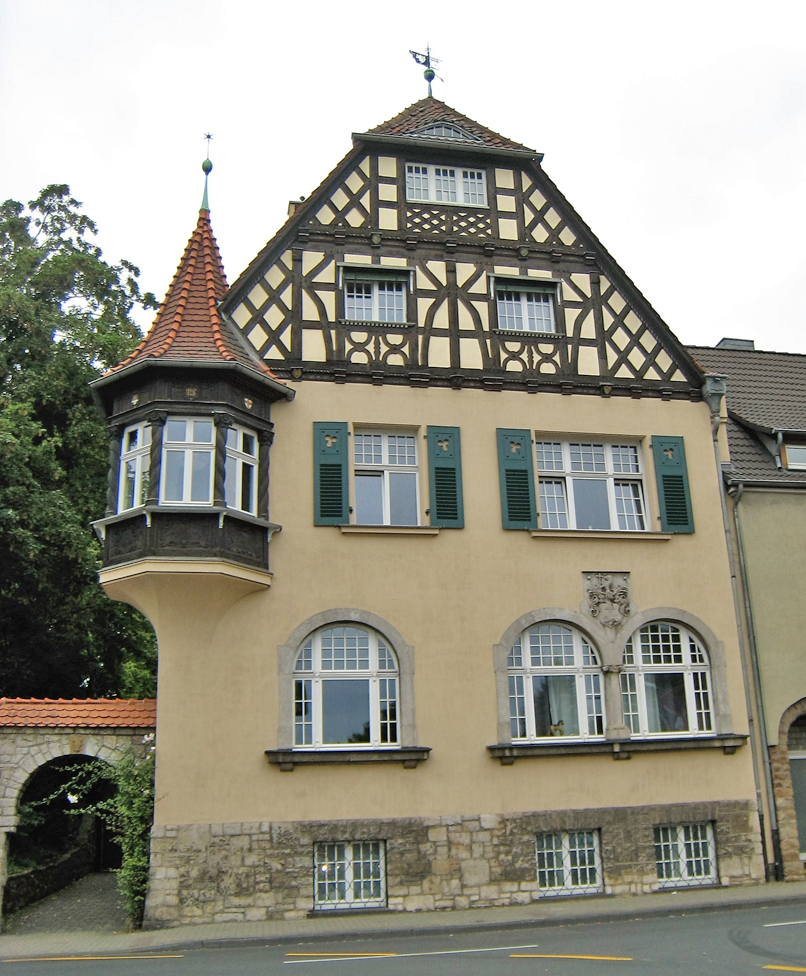
Deutsches Haus

Deutsches Haus oder Villa Feiber sind historische Bezeichnungen für das Wohnhaus Hauptstraße 17 im Stadtteil Stadtmitte von Bergisch Gladbach im Rheinisch-Bergischen Kreis.

## Geschichte
In der Zeit, als die Häuser der Gartensiedlung Gronauerwald gebaut wurden, entstanden auch in deren Umfeld Häuser, die mit diesen eine starke Ähnlichkeit hatten. Dazu gehörte in besonderer Weise das Deutsche Haus. Architekt war Oskar Lindemann, ein Schüler von Ludwig Bopp, der das Rathaus Stadtmitte entworfen hatte. Bauherr war Friedrich Westphal. Es wurde in den Jahren 1907–1908 gebaut. Als erstes zog 1909 der Major Richard Feiber mit seiner Frau Margarethe, einer Tochter von Friedrich Westphal, in das Haus ein. Feiber war Lehrer an der Kadettenanstalt im Schloss Bensberg.
Lindemann hatte bereits vorsorglich für die künftige Nutzung von elektrischem Strom Rohre in die Wände verlegen lassen. Als später Strom geliefert werden konnte, war das Deutsche Haus eins der ersten Gebäude in Bergisch Gladbach, in dem bei Dunkelheit elektrische Lampen erstrahlten. Die Familie Feiber nutzte das Haus mit ihren vier Kindern bis 1918 allein. Dann wurde es nach dem Ersten Weltkrieg von der britischen Besatzungsmacht beschlagnahmt und umfunktioniert zum Hauptquartier einer Artilleriebrigade. Aus den unteren Räumen wurde eine Offiziermesse. Die oberste Etage stand weiter für die Familie Feiber zur Verfügung. Als die Engländer abgezogen waren, belegte die Stadt Bergisch Gladbach die frei gewordenen Räumen mit Mietern, die einen Wohnberechtigungsschein hatten. 1987 kaufte das Haus eine Urenkelin von Friedrich Westphal. Zu dieser Zeit war das Haus in einem so schlechten Zustand, dass eine Generalrestaurierung erforderlich war. Dabei wurde das Dach komplett erneuert und die Fenster und der vorspringende Erker original wieder hergestellt. An den Kosten beteiligten sich die Stadt und der Kreis aus Mitteln des Denkmalschutzes mit 18.000 D-Mark. Inzwischen ist auch der Wilde Wein wieder ausgeschlagen und wächst an der westlichen Wand empor.

## Baudenkmal
Das Gebäude ist als Baudenkmal Nr. 122 in die Liste der Baudenkmäler in Bergisch Gladbach eingetragen.